# Encephalartos transvenosus
Encephalartos transvenosus Stapf & Burtt-Davy, 1926 è una cicade della famiglia delle Zamiaceae, endemica del Sudafrica.

## Descrizione

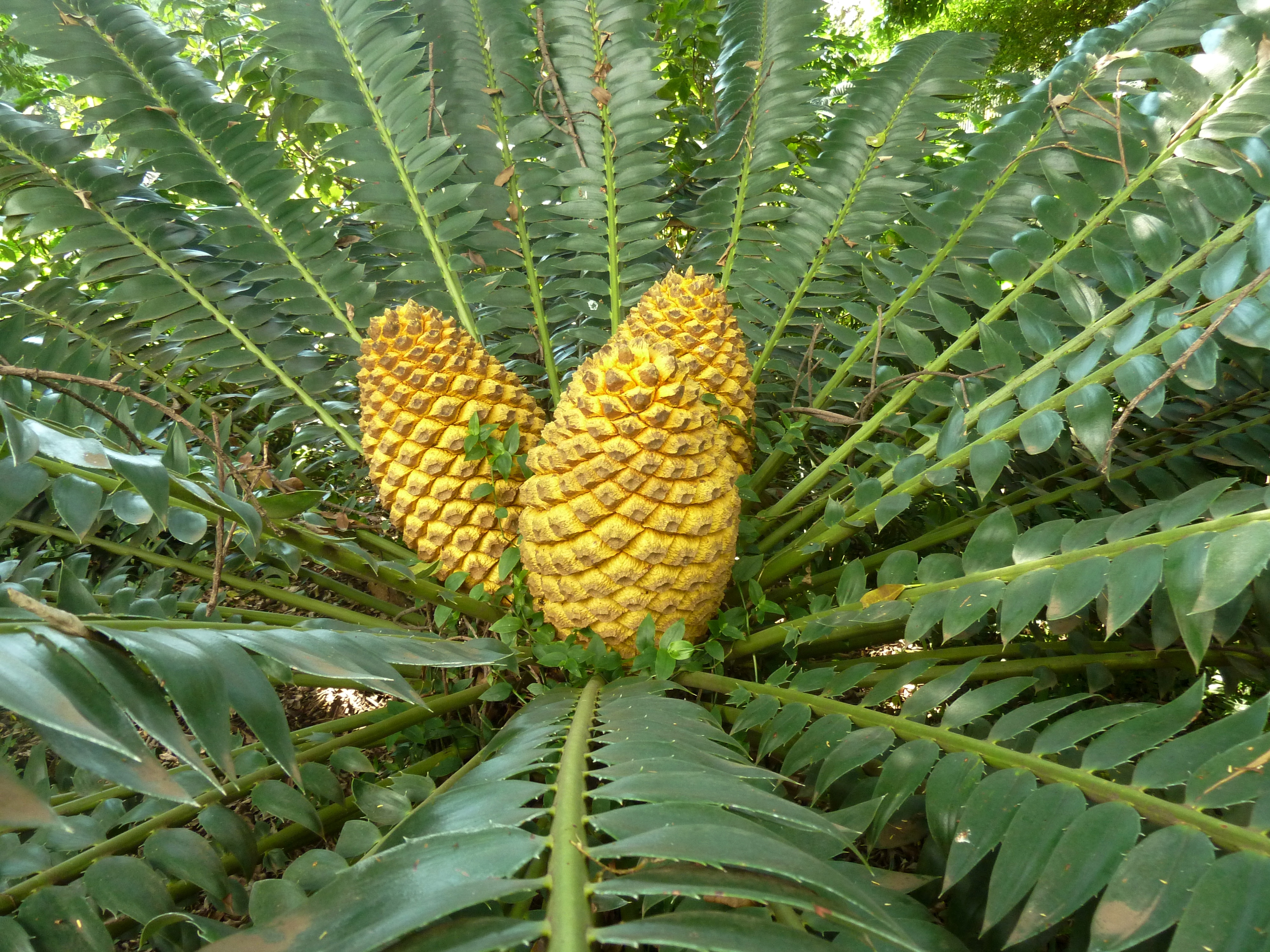
Coni femminili

Il tronco, arborescente, eretto, raramente ramificato, misura in media 5–8 m, ma esistono esemplari di 13 m di altezza.
Le foglie sono lunghe 1.5-2.5 m, pennate, con un picciolo lungo 20–40 cm ed un rachide giallastro sul quale si inseriscono numerose foglioline, ciascuna lunga 16–25 cm e ampia 3–4 cm, dotate di una punta spinosa e di 2-3 piccoli denti marginali.
I coni maschili, da 1 a 4, peduncolati, sessili, sono di forma cilindrica, lunghi 30–60 cm e di diametro 13–15 cm mentre quelli femminili sono ovoidali, lunghi 50–80 cm e larghi 20–30 cm.
I semi, sono ovoidali, lunghi 26–33 mm, ricoperti da un tegumento di colore dall'arancio al rosso.

## Distribuzione e habitat
Encephalartos transvenosus è endemico della provincia del Limpopo in Sudafrica.
Predilige terreni ben drenati ed in posizione soleggiata.
È noto tra le popolazioni Balobedu del Sudafrica come palma di Modjadji. La Riserva naturale di Modjadji ospita una delle più spettacolari foreste di cicadi del mondo, con esemplari alti sino a 13 m e un fitto sottobosco formato dagli esemplari più giovani. La collina è sotto la protezione dalla Regina della pioggia, una figura matriarcale sacra della tribù Balobedu.